# Mount Ruth
Mount Ruth ist ein 2710 m hoher Berg in der Form eines Gebirgskamms in der antarktischen Ross Dependency. Er ragt rund 5 km westlich des Mount Gardiner an der südöstlichen Flanke des Bartlett-Gletschers im Königin-Maud-Gebirge auf. 
Die Mannschaft um den Geologen Quin Blackburn (1900–1981) bei der zweiten Antarktisexpedition (1933–1935) des US-amerikanischen Polarforschers Richard Evelyn Byrd entdeckte ihn. Byrd benannte den Berg nach Ruth Carolyn Black (geb. Schlaberg, 1906–1934), der verstorbenen Ehefrau des Expeditionsteilnehmers Richard Blackburn Black, der für seismische und geodätische Untersuchungen sowie für die Betreuung des Funkgeräts auf der Station Little America II verantwortlich war.